# Annika Östman Wernerson
Annika Östman Wernerson, född 1961, är professor i njur- och transplantationsvetenskap och överläkare i klinisk patologi vid Karolinska Institutet. Hon tillträdde som rektor för Karolinska Institutet den 1 mars 2023. Hon var tidigare vicerektor för utbildning vid universitetet och har erhållit ett stort antal pedagogiska priser. Hennes pedagogiska forskning kretsar kring hur känslomässigt svåra situationer påverkar studenters lärande.
Östman Wernersons medicinska forskning handlar om kronisk njursjukdom, där hon har ett särskilt intresse för diagnostik av njursjukdom hos barn. Östman Wernerson är ansvarig för studien KaroKidney.